# Byggnadsverkskomplex

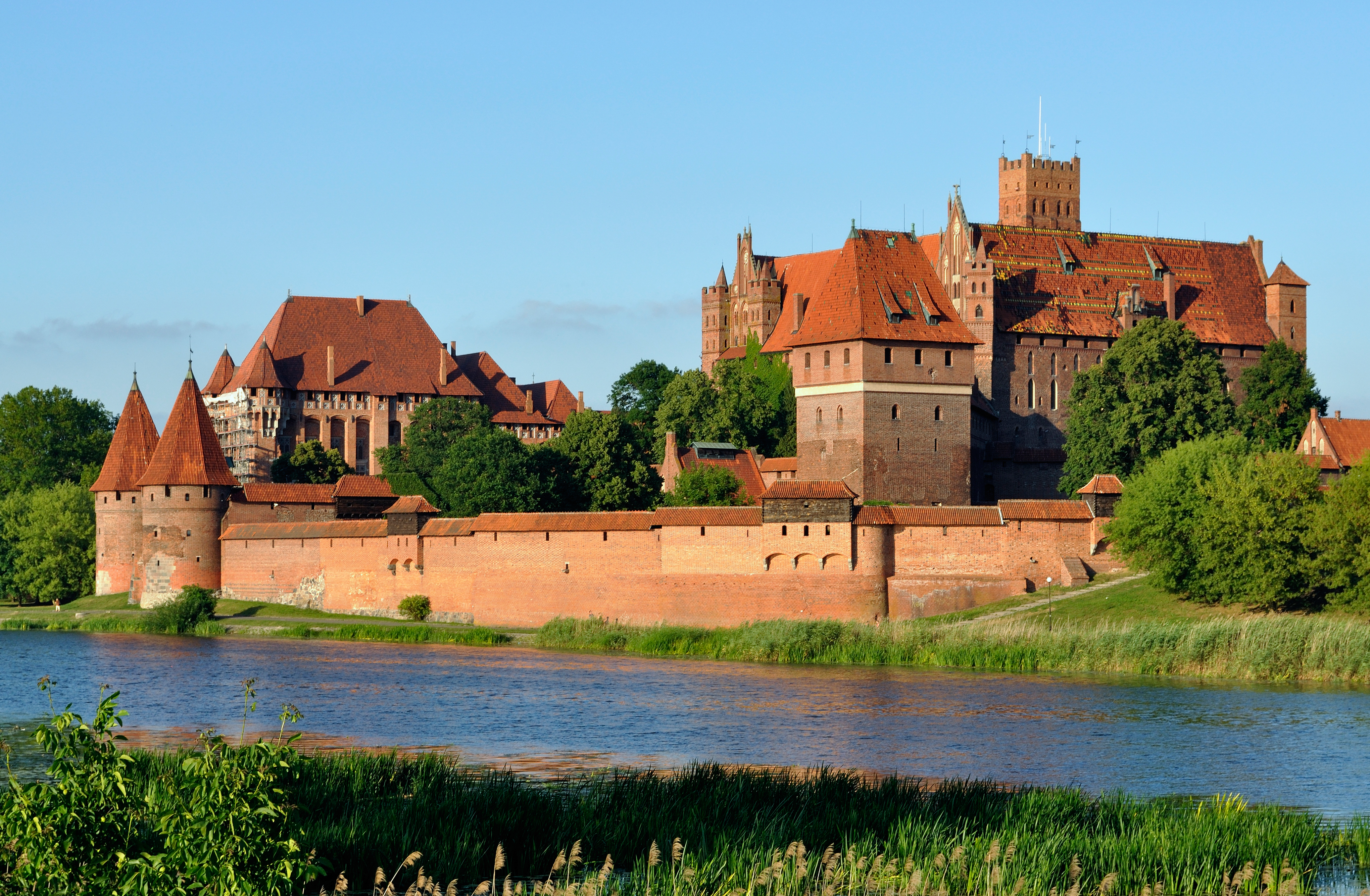
Ordensborgen Malbork i Polen.

Ett byggnadsverkskomplex är enligt det svenska klassifikationssystemet CoClass en ”samling av ett eller flera byggnadsverk avsett att betjäna minst en funktion eller brukaraktivitet”.
Exempel på byggnadsverkskomplex är en flygplats, motorväg eller ett bostadsområde.